# Четвёртый период периодической системы
К четвёртому пери́оду периоди́ческой систе́мы относятся элементы четвёртой строки (или четвёртого периода) периодической системы химических элементов. Строение периодической таблицы основано на строках для иллюстрации повторяющихся (периодических) трендов в химических свойствах элементов при увеличении атомного числа: новая строка начинается тогда, когда химические свойства повторяются, что означает, что элементы с аналогичными свойствами попадают в один и тот же вертикальный столбец. Четвёртый период содержит восемнадцать элементов (на десять элементов больше, чем предыдущий), в него входят: калий, кальций, скандий, титан, ванадий, хром, марганец, железо, кобальт, никель, медь, цинк, галлий, германий, мышьяк, селен, бром и криптон. Первые два из них, калий и кальций, входят в s-блок периодической таблицы, десять следующих являются d-элементами, а остальные относятся к р-блоку. Следует обратить внимание, что заполненные 3d-орбитали появляются только у элементов 4 периода. Все элементы этого периода имеют стабильные изотопы, все они встречаются в природе.

## Элементы
| Группа | 1    | 2     | 3     | 4     | 5    | 6     | 7     | 8     | 9     | 10    | 11    | 12    | 13    | 14    | 15    | 16    | 17    | 18    |
|        | I    | II    |       |       |      |       |       |       |       |       |       |       | III   | IV    | V     | VI    | VII   | VIII  |
| Символ | 19 K | 20 Ca | 21 Sc | 22 Ti | 23 V | 24 Cr | 25 Mn | 26 Fe | 27 Co | 28 Ni | 29 Cu | 30 Zn | 31 Ga | 32 Ge | 33 As | 34 Se | 35 Br | 36 Kr |

| Щелочные металлы | Щёлочноземельные металлы | Лантаноиды | Актиноиды | Переходные металлы | Постпереходные металлы | Полуметаллы | Неметаллы | Галогены | Инертные газы |

Заметим, что исключение из эмпирического правила Клечковского, составляют следующие элементы: хром (Cr), никель (Ni) и медь (Cu).

### Калий
Калий (K) — лёгкий серебристый щелочной металл с атомным номером 19 и атомной массой 39,0983. В природе встречается в виде двух стабильных изотопов: 39К (93,10% по массе) и 41К (6,88%), а также одного радиоактивного 40К (0,02%). Период полураспада калия-40 составляет 1,28 миллиарда лет. Калий очень мягок, легко режется ножом и поддается прессованию и прокатке. Химически очень активен, легко взаимодействует с кислородом воздуха с образованием смеси, состоящей из пероксида К2О2 и супероксида KO2(К2О4). В природе в чистом виде не встречается.

### Кальций
Кальций (Ca) — серебристо-белый щёлочноземельный металл с атомным номером 20 и атомной массой 40,078. Из-за высокой реактивности с водой в природе в чистом виде не встречается. По распространённости в земной коре занимает 5-е место (минералы: кальцит, гипс, флюорит и др.).
Как активный восстановитель кальций служит для получения урана (U), тория (Th), ванадия (V), хрома (Cr), цинка (Zn), бериллия (Be) и других металлов из их соединений. Используется для раскисления сталей, бронз и т. д. Входит в состав антифрикционных материалов.
Кальций — пятый по количеству из присутствующих в человеческом организме минеральных компонентов: примерно 1000-1200 г в теле взрослого человека. Основная роль кальция - организация целостной скелетной системы, в которой и находится 99% всего кальция организма. Оставшийся 1% играет важнейшую роль в свертывании крови, генерации и передаче нервных импульсов, сокращении мышечных волокон, активации определённых ферментативных систем и выделении некоторых гормонов.